# Bruce Gray
Bruce Gray (San Juan, Puerto Rico, 1936. szeptember 7. – Los Angeles, Kalifornia, USA, 2017. december 13.) kanadai színész.

## Filmográfia

### Film
| Év   | Magyar cím                     | Eredeti cím                | Szerep                 | Magyar hangja |
| ---- | ------------------------------ | -------------------------- | ---------------------- | ------------- |
| 1966 |                                | Adulterous Affair          | Russ                   |               |
| 1985 |                                | Odd Birds                  | Gower Champion         |               |
| 1986 | Magánháború                    | Let's Get Harry            | Douglas nagykövet      | Mihályi Győző |
| 1987 | Behálózva                      | Dragnet                    | Parvin polgármester    | Rosta Sándor  |
| 1991 |                                | Eye of the Storm           | apa                    |               |
| 1991 | Kopaszoknak szeretettel        | For the Boys               | szponzor               |               |
| 1995 | Az én családom                 | My Family                  | Mr. Gillespie          |               |
| 1996 | A hírek szerelmesei            | Up Close & Personal        | Gabe Lawrence          |               |
| 1996 | Drágám, add az életed!         | Spy Hard                   | Az elnök               |               |
| 1997 | Peacemaker                     | The Peacemaker             | CNN-riporter           | Garai Róbert  |
| 1997 | Csillagközi invázió            | Starship Troopers          | Dienes űrmarsall       | Végh Ferenc   |
| 1998 | Bármi áron                     | Whatever It Takes          | Carl Lica              |               |
| 1999 |                                | Dementia                   | George bácsi           |               |
| 2002 | Bazi nagy görög lagzi          | My Big Fat Greek Wedding   | Rodney Miller          | Szokolay Ottó |
| 2002 | Kocka 2. – Hiperkocka          | Cube 2: Hypercube          | Maguire ezredes        | Kajtár Róbert |
| 2003 | S.W.A.T. – Különleges kommandó | S.W.A.T.                   | Mr. Richard Segerstrom | Áron László   |
| 2005 | Anyád napja                    | Monster-in-Law             | producer               | Orosz István  |
| 2005 | Habostorta                     | Cake                       | Malcolm McGee          | Uri István    |
| 2007 | Evan, a minden6ó               | Evan Almighty              | Hughes képviselő       |               |
| 2010 | Valaki kell nekem is           | Is It Just Me?             | Ernie                  |               |
| 2011 | Vizet az elefántnak            | Water for Elephants        | Proctor                |               |
| 2012 |                                | Crazy Eyes                 | ügyvéd                 |               |
| 2014 |                                | Tentacle 8                 | férfi halászkalapban   |               |
| 2015 | Bíborhegy                      | Crimson Peak               | William Ferguson       | Kertész Péter |
| 2016 | Bazi nagy görög lagzi 2.       | My Big Fat Greek Wedding 2 | Rodney Miller          | Szokolay Ottó |
| 2016 | Kivétel és szabály             | Rules Don't Apply          | baptista prédikátor    |               |
| 2017 | Ne beszélj Irene-nal!          | Don't Talk to Irene        | Charles                | Bartók László |

### Televízió

#### Tévéfilm
| Év   | Magyar cím                                  | Eredeti cím                                             | Szerep                | Magyar hang      |
| ---- | ------------------------------------------- | ------------------------------------------------------- | --------------------- | ---------------- |
| 1978 |                                             | Breaking Up                                             | Vic                   |                  |
| 1982 | Apuci                                       | Drop-Out Father                                         | Austin Morrow         |                  |
| 1983 | Szerelem és dicsőség                        | For Love and Honor                                      | Nordoff őrnagy        |                  |
| 1984 | Pokoli klub                                 | Invitation to Hell                                      | Larry Ferris          |                  |
| 1987 | LBJ: A korai évek                           | LBJ: The Early Years                                    | ismeretlen szerep     |                  |
| 1988 | Viszlát szuperanyuka                        | Drop-Out Mother                                         | ismeretlen szerep     |                  |
| 1990 |                                             | Captain Power: The Beginning                            | Dr. Stuart Power      |                  |
| 1992 |                                             | A Murderous Affair: The Carolyn Warmus Story            | William Aaronwald     |                  |
| 1992 | Lángoló tenger: Az Exxon Valdez katasztrófa | Dead Ahead: The Exxon Valdez Disaster                   | Cowper kormányzó      | Cs. Németh Lajos |
| 1993 | Gyilkos bűvölet                             | Rapture                                                 | Ted                   |                  |
| 1994 | Perry Mason: Gazdagok és szépek             | A Perry Mason Mystery: The Case of the Lethal Lifestyle | Amos Moore            |                  |
| 1994 |                                             | Roswell                                                 | admirális             |                  |
| 1995 |                                             | Legacy of Sin: The William Coit Story                   | Ed Holm               |                  |
| 1998 | Az Öböl-háború                              | Thanks of a Grateful Nation                             | Rockefeller           |                  |
| 1998 | A Pamela Harriman történet                  | Life of the Party: The Pamela Harriman Story            | Fielding              |                  |
| 1999 |                                             | Dangerous Evidence: The Lori Jackson Story              | Harry ezredes         |                  |
| 1999 | A babaarcú gyilkos                          | Happy Face Murders                                      | Ephraim Quince        |                  |
| 2000 | Gyere haza, Andrew                          | When Andrew Came Home                                   | Dr. Matthews          |                  |
| 2000 | Az utolsó vita                              | The Last Debate                                         | Greene szenátor       | Izsóf Vilmos     |
| 2001 | Robbanás a tengeren                         | A Glimpse of Hell                                       | Donald Meyer          |                  |
| 2001 |                                             | Two for One                                             | Mr. Miller            |                  |
| 2002 | Joanne Kilbourn rejtélyei: Halálos tavasz   | A Killing Spring                                        | Ed Kramer             |                  |
| 2002 | A varázscsuka                               | The Red Sneakers                                        | a döntő játékvezetője |                  |
| 2002 | Torzó: Az Evelyn Dick-ügy                   | Torso: The Evelyn Dick Story                            | harmadik bíró         |                  |
| 2003 |                                             | Wall of Secrets                                         | Milton                |                  |
| 2004 | A fény felé                                 | Chasing Freedom                                         | Philip Laughton       |                  |
| 2006 | Egy életem, két halálom                     | Live Once, Die Twice                                    | Earl MacDuff          | Koroknay Géza    |
| 2008 | Újraszámlálás                               | Recount                                                 | Kennedy bíró          |                  |
| 2009 |                                             | Anatomy of Hope                                         | Dr. Lawson            |                  |
| 2015 |                                             | Charming Christmas                                      | Harold Rossman        |                  |

#### Televízió
- Strange Paradise (1969, 14 epizódban)
- The Edge of Night (1979–1980, 89 epizódban)
- Dallas (1981–1991, hat epizódban)
- Knight Rider (1982, egy epizódban)
- Egy kórház magánélete (St. Elsewhere) (1983, egy epizódban)
- Dinasztia (Dynasty) (1984, egy epizódban)
- Gyilkos sorok (Murder, She Wrote) (1984–1994, öt epizódban)
- Nyughatatlan fiatalok (The Young and the Restless) (1986, négy epizódban)
- Power kapitány és a jövő katonái (Captain Power and the Soldiers of the Future) (1987–1988, 11 epizódban)
- Star Trek: Az új nemzedék (Star Trek: The Next Generation) (1993, egy epizódban)
- Kisvárosi rejtélyek (Picket Fences) (1993, két epizódban)
- Vészhelyzet (ER) (1995, 2004, két epizódban)
- Traders (1996–2000, 83 epizódban)
- A fiúk a klubból (Queer as Folk) (2002, öt epizódban)
- A pálya királyai (Playmakers) (2003, 11 epizódban)
- Star Trek: Enterprise (Enterprise) (2004, egy epizódban)
- A médium (Medium) (2005–2010, 11 epizódban)
- Így jártam anyátokkal (How I Met Your Mother) (2011–2012, négy epizódban)